# Jan van Heestert

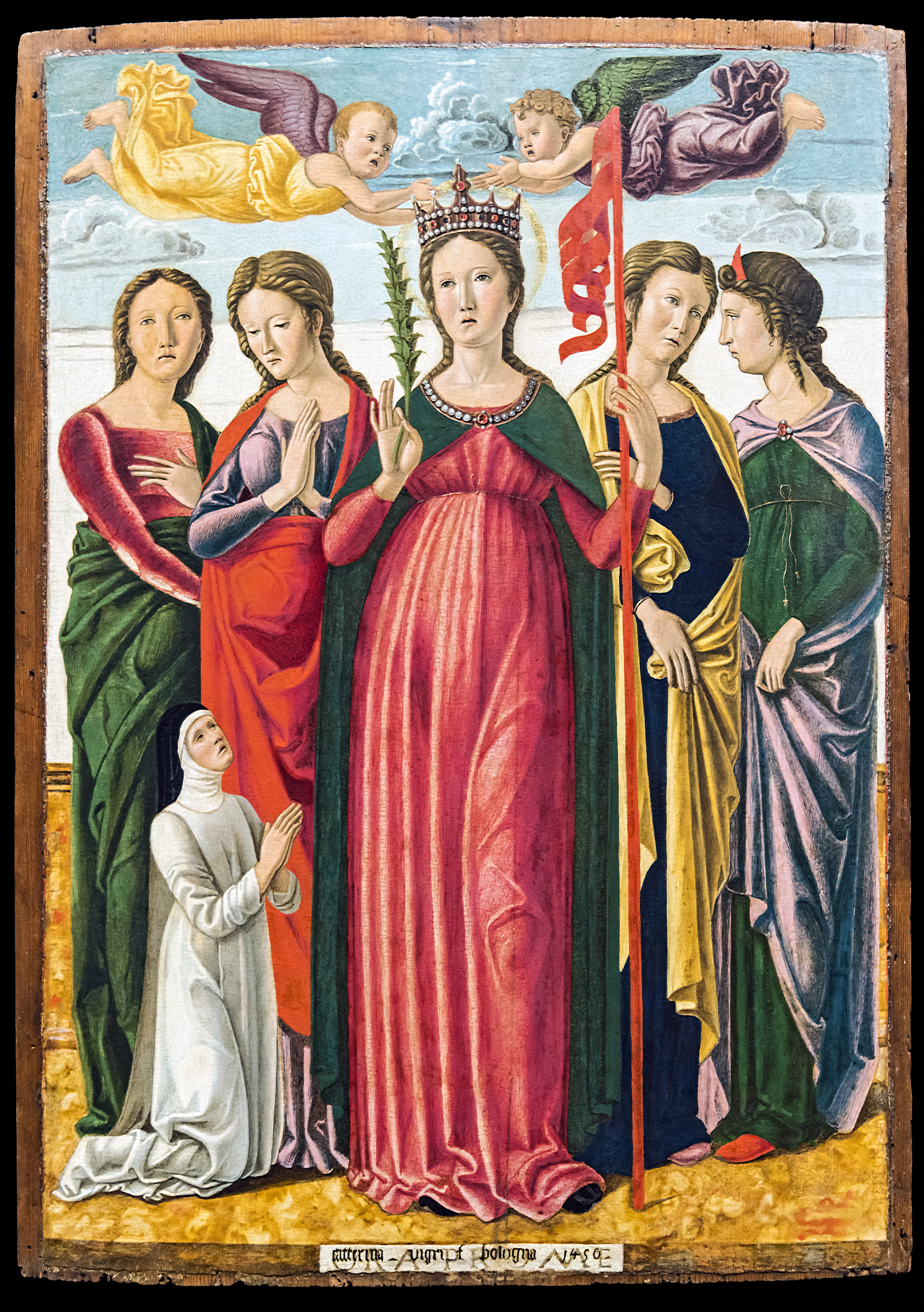
Legende van Ursula van Keulen

Jan van Heestert (Borgloon, begin 15e eeuw – Leuven, 1458) was een augustijner kanunnik en Latijns dichter in de Bourgondische Nederlanden.

## Levensloop
Hij groeide op in Borgloon, toen Looz genoemd, in het prinsbisdom Luik. Hij studeerde theologie aan de Universiteit van Leuven, in het hertogdom Brabant, waarna hij lessen godsdienst gaf hij in de priorij van Betlehem, waar hij in 1427 was ingetreden. De priorij van Betlehem bestaat vandaag niet meer en bevond zich in de gemeente Herent, nabij Leuven.
Jan van Heestert was belezen in Romeinse literatuur en schreef bovendien verzen in het Latijn. Zo bezong hij in een gedicht de legende van Ursula van Keulen, wat hij opdroeg aan de priorij van de heilige Ursula en de 11.000 Maagden ('Rhythmus in honorem XI Mille Virginum'). Deze priorij bevond zich in Leuven en was verbonden met de priorij van Bethlehem. Het boek over de katholieke liturgie, De Caeremoniis divini officii in suo ordine, werd ook aan Jan van Heestert toegeschreven.
De prior van het klooster van Bethlehem, aan wie de bisschop van Luik de jurisdictie over de nonnen van de Priorij van de Heilige Ursula en de 11.000 Maagden had toegewezen, benoemde Jan van Heestert tot directeur over de nonnen, een functie die hij twaalf jaar vervulde. Hij stierf in het klooster van de Heilige Ursula en de 11.000 Maagden ten gevolge van de pest (1458).